# Patrick Rafter
Patrick Michael Rafter, detto Pat (Mount Isa, 28 dicembre 1972), è un allenatore di tennis ed ex tennista australiano, due volte vincitore dell'Open degli Stati Uniti e due volte finalista a Wimbledon. Eletto nella Tennis Hall of Fame nel 2006, è stato per una settimana il numero 1 del mondo.

## Carriera
Rafter diventa professionista nel 1991; nel 1993 si fa notare prima raggiungendo il terzo turno a Wimbledon, sconfitto dal campione in carica Andre Agassi dopo aver superato le qualificazioni, poi a Indianapolis, quando batte nei quarti di finale dopo un'autentica battaglia il numero 1 del mondo Pete Sampras, per poi perdere in semifinale in tre set da Boris Becker. Chiude la stagione al n. 66 ATP. 
Nel 1994 a Manchester, vince il suo primo titolo del circuito battendo in finale Wayne Ferreira. Gioca molto bene anche al Masters di Key Biscayne dove si arrende in semifinale ad Agassi. Altri buoni risultati sono le semifinali ad Adelaide e a Sydney Indoor, il terzo turno agli Australian Open e agli Us Open, i quarti a Tokyo, New Haven, Lione ed Anversa, la finale ad Hong Kong (battuto da Michael Chang), gli ottavi al Roland Garros (dopo aver sconfitto a sorpresa lo specialista Muster), che gli consentono a fine stagione di posizionarsi al suo best ranking di n. 20 del mondo.
Meno incisive sono le due stagioni successive: nel 1995 si segnalano i quarti ad Adelaide, Los Angeles, Ostrava e Lione, gli ottavi agli Australian Open, la semifinale a Washington. Chiude al n. 66. Nel 1996 quarti a Pinehurst, Queen's, Washington, Toronto e ottavi a Wimbledon, che lo posizionano al n. 62.
Il 1997 è invece l'anno della rinascita e della consacrazione. A inizio anno torna a giocare dopo 3 anni una finale del circuito, a Filadelfia, perdendola da Sampras 57 76 63. A Hong Kong concede il bis, perdendo stavolta da Chang. Raggiunge poi le semifinali a Tokyo, Saint Poelton e al Roland Garros, dove perde contro Sergi Bruguera in 4 set. Sull'erba inglese si ferma ai quarti Queen's e agli ottavi a Wimbledon, mentre sul cemento americano ottiene altre 3 finali. Perde quelle di New Haven contro Kafelnikov e di Long Island contro Moya ma vince quella più importante agli US Open contro Greg Rusedski (in precedenza aveva eliminato tra gli altri Andre Agassi e Michael Chang). L'australiano vince l'atto conclusivo 6-3 6-2 4-6 7-5, mette in bacheca il suo primo titolo del Grande Slam e balza dal n. 14 al n. 3 del mondo. Chiude la stagione indoor con la finale alla Grand Slam Cup e le semifinali a Stoccarda Indoor e Stoccolma. Partecipa per la prima volta anche al Masters ma pur battendo Rusedski e Moya, la sconfitta con Sampras gli costa l'eliminazione per la classifica avulsa. Fa ad ogni modo un ulteriore step in classifica, finendo al n. 2 ATP a fine '97.
Inizia il 1998 con la semifinale ad Adelaide ma delude agli Australian Open, dove si fa sorprendere dallo spagnolo Berasategui al terzo turno. Seguono la semifinale ad Anversa, i quarti a Londra e Rotterdam, le vittorie a Chennai e 's-Hertogenbosch e gli ottavi a Wimbledon. È ancora sul cemento americano che gioca il suo miglior tennis vincendo ben 4 tornei ed i 3 più importanti. Centra in sequenza i Masters Series di Toronto e Cincinnati (impresa riuscita solo ad Agassi nel 1995, Andy Roddick nel 2003 e Rafael Nadal nel 2013), battendo in finale rispettivamente Richard Krajicek per 7-6, 6-4 e Pete Sampras per 1-6, 7-6, 6-4. Vince a Long Island in finale su Felix Mantilla ed infine si conferma campione degli Us Open battendo tra gli altri Goran Ivanisevic, Jonas Bjorkman, Pete Sampras in semifinale per 63 al quinto set e Mark Philippoussis in finale per 6-3, 3-6, 6-2, 6-0. Chiude l'anno al n. 4 ATP.
Nel 1999 Rafter gioca la sua prima finale su terra battuta agli Internazionali d'Italia, perdendola con Guga Kuerten. Bissa il titolo a 's-Hertogenbosch e gioca la sua prima semifinale a Wimbledon, sconfitto da Agassi. In estate per il gioco degli scarti e prima di perdere i tanti punti in scadenza diventa numero uno del mondo per una sola settimana, divenendo il detentore della leadership più corta nella storia del tour. Arriva in finale a Cincinnati e nei quarti ad Indianapolis ma il ritiro al 1T degli US Open all'inizio del quinto set, causa infortunio alla spalla, contro Cedric Pioline determina l'uscita dalla top ten. E' costretto anche a rinunciare a semifinali e finali di Coppa Davis, vinta poi dalla sua Australia.

Torna a Delray Beach nel febbraio 2000 ma è sull'erba che torna a giocare il suo miglior tennis. Prima vince per il terzo anno di fila il torneo di 's-Hertogenbosch, poi gioca a Wimbledon la sua terza finale del Grande Slam, perdendola da Sampras 6-7, 7-6, 6-4, 6-2, dopo aver battuto in semifinale in un match altamente spettacolare Agassi per 7-5, 4-6, 7-5, 4-6, 6-3. Seguono i quarti a Toronto, la semifinale ad Hong Kong e la finale a Lione mentre delude agli Us Open e alle Olimpiadi casalinghe di Sydney. Chiude l'annata al n. 15 del mondo, dopo essersi ritirato contro Ferrero nella prima di giornata della finale di Coppa Davis, coppa poi vinta dalla Spagna.

Rafter durante la Coppa Davis 2001.

Nel 2001 gioca la sua prima ed unica semifinale agli Australian Open, cosa che gli consente di entrare nel lotto di giocatori capaci di raggiungere le semifinali in tutti Slam, cosa non banale negli anni 90 e 2000, con differenze più marcate sulle varie superfici. È Agassi a batterlo 7-5, 2-6, 6-7, 6-2, 6-3. Raggiunge successivamente i quarti a Delray Beach e Indian Wells e le semifinali a Miami (dove si segnala un 6-3, 6-1 ad un giovane Roger Federer) e Halle. A Wimbledon raggiunge senza troppe difficoltà le semifinali dove incontra ancora Agassi, in una sfida diventata un classico. Il match di livello non inferiore alla semifinale del 2000 e a quella degli Australian Open 2001 viene vinto da Rafter per 2-6, 6-3, 3-6, 6-2, 8-6. In finale l'avversario è Goran Ivanišević, tre volte finalista a Londra, ma numero 125 del mondo dopo i numerosi problemi fisici. Nell'ennesima lotta fino al quinto set, il croato prevale 6-3, 3-6, 6-3, 2-6, 9-7, vincendo il suo primo e unico Slam. Rafter continua a giocare bene centrando altre 3 finale di fila, perde quelle di Montreal contro il rumeno Pavel e Cincinnati contro Kuerten, mentre vince a Indianapolis per il ritiro dello stesso Kuerten. Agli Us Open è Sampras a sbarrargli la strada agli ottavi di finale. Non gioca altri tornei del circuito, ma partecipa alla semifinale di Coppa Davis contro la Svezia (perdendo da Thomas Johansson in 5 set e battendo Bjorkman in 3); si qualifica per la seconda volta alla Masters Cup di fine anno dove però perde tutti i match contro Agassi, Grosjean e Hewitt. Proprio contro il francese Grosjean vince nella prima giornata della finale di Davis per 63 76 75, risultato non sufficiente all'Australia per vincere l'insalatiera. È questo il suo ultimo incontro in quanto annuncia il ritiro a fine anno a soli 29 anni e da n. 7 del mondo.
Il 2 agosto 2008, dopo quasi 7 anni dal suo ritiro, partecipa per la prima volta a una tappa del BlackRock Tour of Champions, il circuito parallelo a quello ATP cui partecipano vecchie glorie del tennis quali Goran Ivanišević, Marcelo Ríos, Thomas Muster, Pete Sampras e molti altri. Si impone immediatamente sconfiggendo in finale a Graz l'ex vincitore di Wimbledon Michael Stich.
Nel 2014 partecipa in doppio con Lleyton Hewitt agli Australian Open grazie ad una wild card, perdendo da Eric Butorac e Raven Klaasen 6-4, 7-5.

## Vita privata
Rafter nasce a Mount Isa, nel Queensland, in Australia. È il terzo più giovane in una famiglia con nove figli. Comincia a giocare a tennis all'età di cinque anni con il padre e tre fratelli più grandi.
Nell'aprile del 2004 sposa alle Isole Figi Lara Feltham, la coppia ha due figli.
Il suo soprannome tra i colleghi è Skunky, per via di una ciocca di capelli bianchi.
Nel 2002 vince il premio Australiano dell'anno, considerato in maniera controversa da molti connazionali vista la residenza di Rafter alle Bermuda per motivi fiscali.
Rafter ha donato metà del montepremi delle sue vittorie agli US Open 1997 e 1998 alla Starlight Children's Foundation. I fondi sono stati utilizzati per costruire la prima Starlight Express Room del Queensland al Mater Hospital di Brisbane.
Rafter ha fondato una associazione di beneficenza denominata Cherish The Children, che ogni anno raccoglie fondi a favore dei bambini in difficoltà.
In onore di Patrick Rafter il nuovo campo centrale da 5.500 posti del Queensland Tennis Centre a Brisbane è stato denominato Pat Rafter Arena.

## Statistiche

### Finali del Grande Slam (4)

#### Vinte (2)
| Anno | Torneo      | Avversario in finale | Punteggio          |
| 1997 | US Open     | Greg Rusedski        | 6-3, 6-2, 4-6, 7-5 |
| 1998 | US Open (2) | Mark Philippoussis   | 6-3, 3-6, 6-2, 6-0 |

#### Perse (2)
| Anno | Torneo        | Avversario in finale | Punteggio                 |
| 2000 | Wimbledon     | Pete Sampras         | 7–6(10), 6(5)–7, 4-6, 2-6 |
| 2001 | Wimbledon (2) | Goran Ivanišević     | 3-6, 6-3, 3-6, 6-2, 7-9   |

### Singolare

#### Vittorie (11)
| Legenda                                                     |
| Grande Slam (2)                                             |
| Tennis Masters Cup (0)                                      |
| ATP Super 9 / ATP Masters Series (2)                        |
| ATP Championship Series / ATP International Series Gold (1) |
| ATP World Series / ATP International Series (6)             |

| Legenda superfici |
| Cemento (7)       |
| Terra (0)         |
| Erba (4)          |
| Sintetico (0)     |

| Numero | Data              | Torneo                             | Superficie | Avversario in finale | Punteggio          |
| 1.     | 19 giugno 1994    | Manchester Open, Manchester        | Erba       | Wayne Ferreira       | 7–6(5), 7–6(4)     |
| 2.     | 7 settembre 1997  | US. Open, New York (1)             | Cemento    | Greg Rusedski        | 6-3, 6-2, 4-6, 7-5 |
| 3.     | 12 aprile 1998    | Chennai Open, Chennai              | Cemento    | Mikael Tillström     | 6-3 6-4            |
| 4.     | 22 giugno 1998    | Ordina Open, 's-Hertogenbosch (1)  | Erba       | Martin Damm          | 7–6(2), 6-2        |
| 5.     | 9 agosto 1998     | Canada Open, Toronto               | Cemento    | Richard Krajicek     | 7–6(3), 6-4        |
| 6.     | 16 agosto 1998    | Cincinnati Open, Cincinnati        | Cemento    | Pete Sampras         | 1-6, 7–6(2), 6-4   |
| 7.     | 30 agosto 1998    | Waldbaum's Hamlet Cup, Long Island | Cemento    | Félix Mantilla       | 7–6(3), 6-2        |
| 8.     | 13 settembre 1998 | U.S. Open, New York (2)            | Cemento    | Mark Philippoussis   | 6-3, 3-6, 6-2, 6-0 |
| 9.     | 20 giugno 1999    | Ordina Open, 's-Hertogenbosch (2)  | Erba       | Andrei Pavel         | 3-6, 7–6(7), 6-4   |
| 10.    | 25 giugno 2000    | Ordina Open, 's-Hertogenbosch (3)  | Erba       | Nicolas Escudé       | 6-1, 6-3           |
| 11.    | 19 agosto 2001    | RCA Championships, Indianapolis    | Cemento    | Gustavo Kuerten      | 4-2, rit.          |

#### Finali perse (14)
| Legenda                                                     |
| Grande Slam (2)                                             |
| Tennis Masters Cup / Grand Slam Cup (1)                     |
| ATP Super 9 / Masters Series (4)                            |
| ATP Championship Series / ATP International Series Gold (2) |
| ATP World Series / ATP International Series (5)             |

| Numero | Data             | Torneo                                             | Superficie    | Avversario in finale | Punteggio                 |
| 1.     | 18 aprile 1994   | Hong Kong Open, Hong Kong (1)                      | Cemento       | Michael Chang        | 1–6, 3–6                  |
| 2.     | 3 marzo 1997     | U.S. Pro Indoor, Filadelfia                        | Cemento       | Pete Sampras         | 7–5, 6(4)–7, 3–6          |
| 3.     | 14 aprile 1997   | Hong Kong Open, Hong Kong (2)                      | Cemento       | Michael Chang        | 3–6, 3–6                  |
| 4.     | 26 maggio 1997   | Internationaler Raiffeisen Grand Prix, St. Poelten | Terra rossa   | Marcelo Filippini    | 6(2)–7, 2–6               |
| 5.     | 18 agosto 1997   | ATP Volvo International, New Haven                 | Cemento       | Evgenij Kafel'nikov  | 6(4)–7, 4–6               |
| 6.     | 25 agosto 1997   | Waldbaum's Hamlet Cup, Long Island                 | Cemento       | Carlos Moyá          | 4–6, 6(1)–7               |
| 7.     | 6 ottobre 1997   | Grand Slam Cup, Monaco di Baviera                  | Sintetico (i) | Pete Sampras         | 2–6, 4–6, 5–7             |
| 8.     | 17 maggio 1999   | Internazionali d'Italia, Roma                      | Terra rossa   | Gustavo Kuerten      | 4–6, 5–7, 6(6)–7          |
| 9.     | 16 agosto 1999   | Cincinnati Masters, Cincinnati (1)                 | Cemento       | Pete Sampras         | 6(7)–7, 3–6               |
| 10.    | 10 luglio 2000   | Torneo di Wimbledon, Londra (1)                    | Erba          | Pete Sampras         | 7–6(10), 6(5)–7, 4-6, 2-6 |
| 11.    | 13 novembre 2000 | Grand Prix de Tennis de Lyon, Lione                | Sintetico (i) | Arnaud Clément       | 6(2)–7, 6(5)–7            |
| 12.    | 9 luglio 2001    | Torneo di Wimbledon, Londra (2)                    | Erba          | Goran Ivanišević     | 3-6, 6-3, 3-6, 6-2, 7-9   |
| 13.    | 6 agosto 2001    | Canada Open, Montréal                              | Cemento       | Andrei Pavel         | 6(3)–7, 6–2, 3–6          |
| 14.    | 13 agosto 2001   | Cincinnati Masters, Cincinnati (2)                 | Cemento       | Gustavo Kuerten      | 1–6, 3–6                  |

### Doppio

#### Vittorie (10)
- 1994: Bologna (con John Fitzgerald)
- 1995: Adelaide (con Jim Courier)
- 1996: Pinehurst (con Pat Cash)
- 1997: Queen's (con Mark Philippoussis)
- 1997: Adelaide (con Bryan Shelton)
- 1998: Indian Wells (con Jonas Björkman)
- 1998: Los Angeles (con Sandon Stolle)
- 1999: Australian Open (con Jonas Björkman)
- 1999: Halle (con Jonas Björkman)
- 1999: Montreal (con Jonas Björkman)

#### Finali perse (8)
- 1994: Hong Kong (con Jonas Björkman)
- 1994: Lione (con Martin Damm)
- 1995: Ostrava (con Guy Forget)
- 1996: Bermuda (con Pat Cash)
- 1997: Tokyo (con Justin Gimelstob)
- 1997: Indian Wells (con Mark Philippoussis)
- 1997: Cincinnati (con Mark Philippoussis)
- 2001: Halle (con Maks Mirny)

## Risultati nei tornei del Grande Slam
| Tornei          | 2001 | 2000 | 1999 | 1998 | 1997 | 1996 | 1995 | 1994 | 1993 | 1992 | Totale |
| --------------- | ---- | ---- | ---- | ---- | ---- | ---- | ---- | ---- | ---- | ---- | ------ |
| Australian Open | SF   | -    | 3T   | 3T   | 1T   | 2T   | 4T   | 3T   | 1T   | 1T   | 0      |
| Roland Garros   | 1T   | 2T   | 3T   | 2T   | SF   | 1T   | 1T   | 4T   | -    | -    | 0      |
| Wimbledon       | F    | F    | SF   | 4T   | 4T   | 4T   | 1T   | 2T   | 3T   | -    | 0      |
| US Open         | 4T   | 1T   | 1T   | V    | V    | 1T   | 2T   | 3T   | 1T   | -    | 2      |